# Europapokal der Landesmeister (Handball) 1959/60
Am Europapokal der Landesmeister 1959/60 nahmen 15 Handball-Vereinsmannschaften teil, die sich in der vorangegangenen Saison in ihren Heimatligen für den Wettbewerb qualifiziert hatten. Es war die 3. Austragung des Europapokals der Landesmeister. Der Titelverteidiger war Redbergslids IK. Gespielt wurden alle Runden im K.-o.-System mit einer Begegnung. Im Finale konnte sich Frisch Auf Göppingen als erste deutsche Mannschaft den Titel gegen den dänischen Vertreter Aarhus GF sichern.

## 1. Runde
|                       | Ergebnis    |                      |
| --------------------- | ----------- | -------------------- |
| Frisch Auf Göppingen  | w/o         | Union Helsinki       |
| TV Aalsmeer           | 17:13       | BTV St. Gallen       |
| Sparta Katowice       | 13:13/11:14 | Dinamo Bukarest      |
| Aarhus GF             | 24:11       | Fredensborg SBK Oslo |
| FC Porto              | 21:11       | ROC Flémalle         |
| Dukla Prag            | 31:19       | RK Borac Banja Luka  |
| Paris Université Club | 15:12       | SC Esch              |

Redbergslids IK hatte ein Freilos und zog direkt in das Viertelfinale ein.

## Viertelfinale
|                       | Ergebnis |                 |
| --------------------- | -------- | --------------- |
| Frisch Auf Göppingen  | 27:12    | TV Aalsmeer     |
| Dinamo Bukarest       | 23:22    | Dukla Prag      |
| Aarhus GF             | 17:16    | Redbergslids IK |
| Paris Université Club | 18:13    | FC Porto        |

## Halbfinale
|                      | Ergebnis |                       |
| -------------------- | -------- | --------------------- |
| Frisch Auf Göppingen | 10:08    | Dinamo Bukarest       |
| Aarhus GF            | 20:10    | Paris Université Club |

## Finale
Das Finale wurde 12. März 1960 in Paris ausgetragen.
|                      | Ergebnis |           |
| -------------------- | -------- | --------- |
| Frisch Auf Göppingen | 18:13    | Aarhus GF |

Für Göppingen spielten Anton Burkhardtsmaier, Gerhard Grill, Werner Speidel, Edmund Meister, Edwin Vollmer, Frieder Weiß, Fritz Jarosch, Eberhard Röhm, Joachim Pohl und Friedemann Schmauder. Trainer der Mannschaft war Bernhard Kempa.